# چندلر، کبک
چندلر (به فرانسوی: Chandler) شهرکی در منطقه شهری لو روشه-پرسه ناحیه گاسپزی-ایل-دو-لا-مادلن در استان کبک کانادا است. در سرشماری سال ۲۰۱۱ این شهرک ۸٬۱۳۸ نفر جمعیت داشته‌است و مساحت آن ۴۲۴٫۹ کیلومتر مربع است.

## نگارخانه

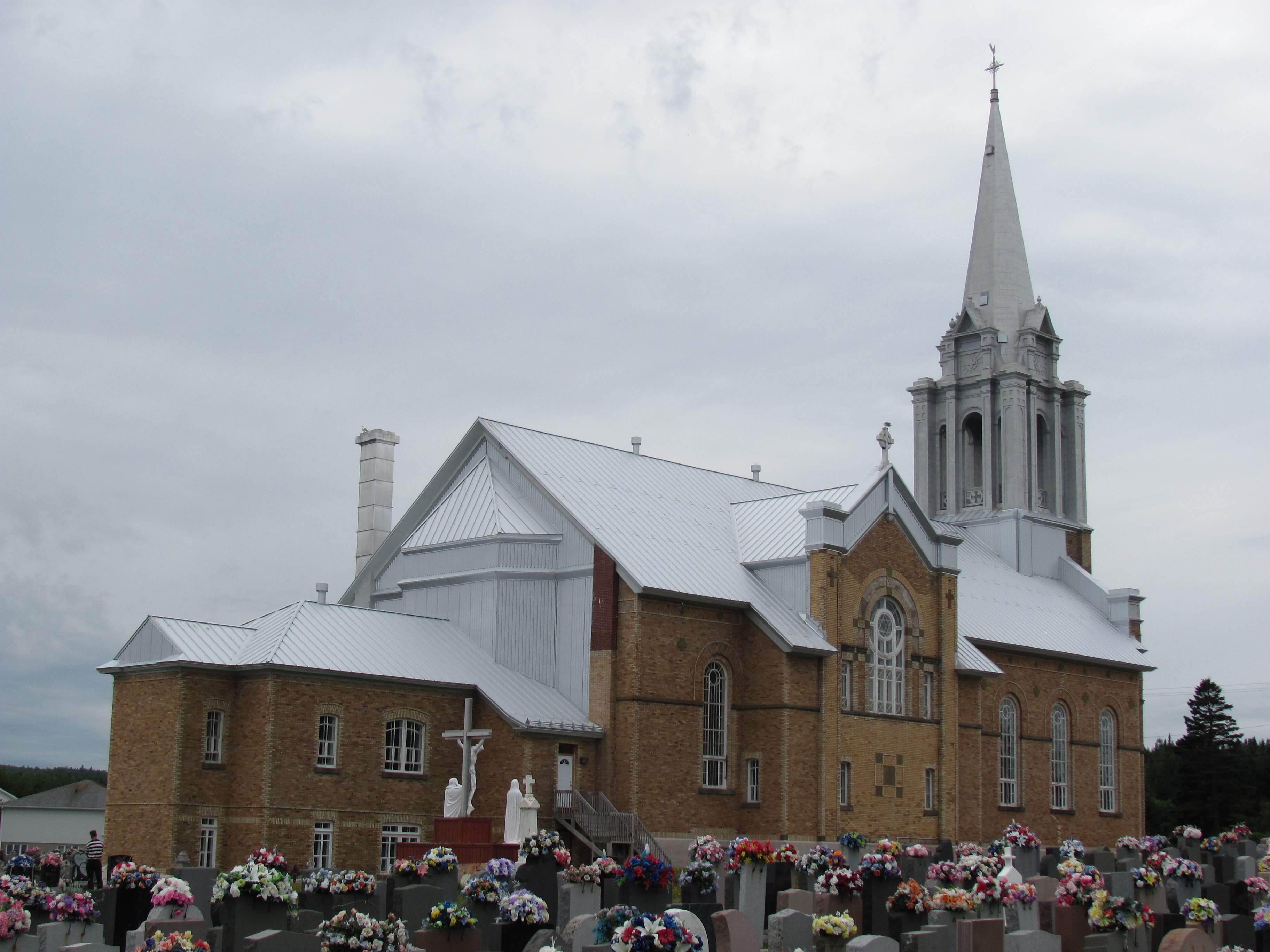
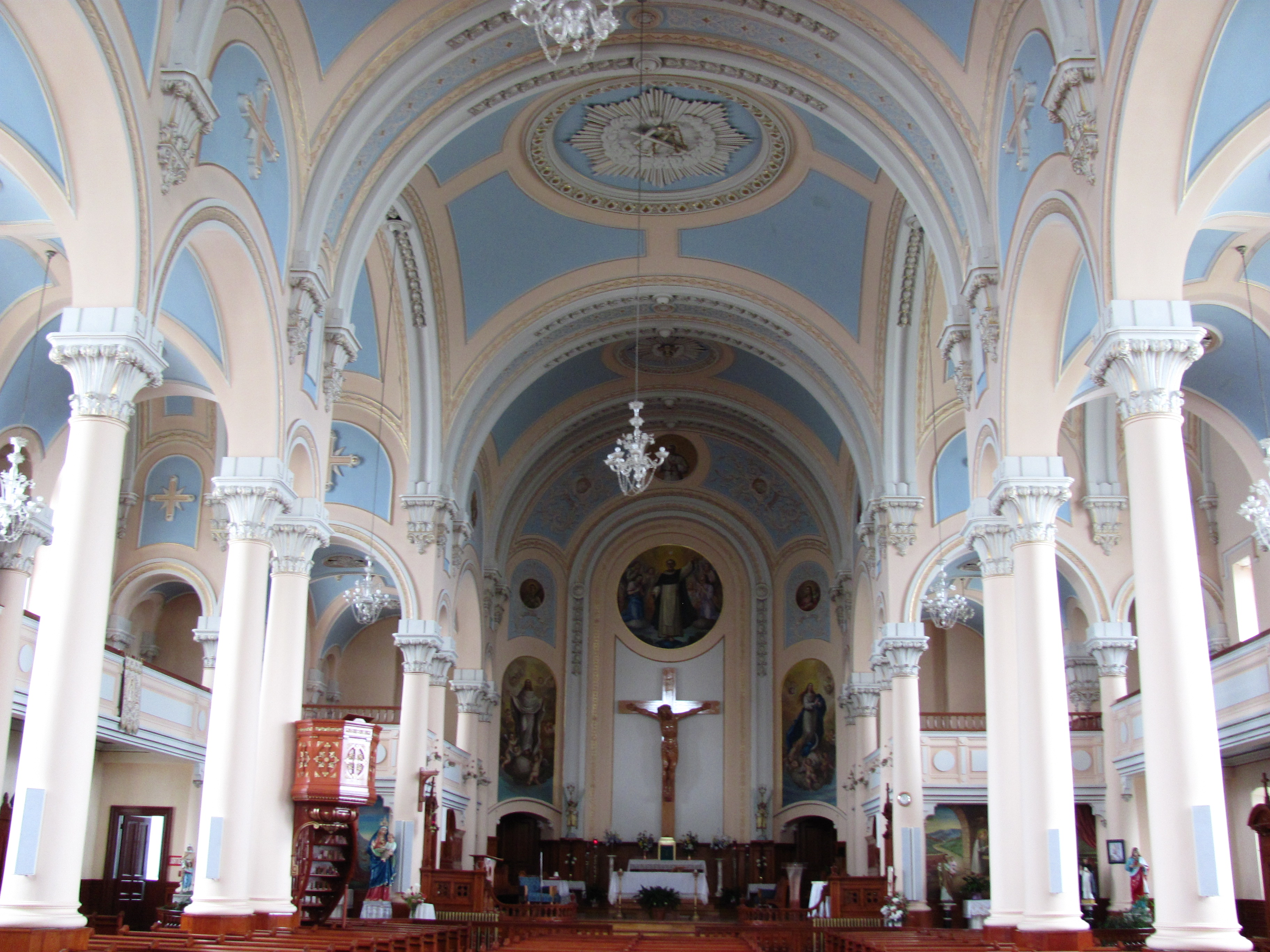